# Jota-Operator
Der Jota-Operator (auch: Kennzeichnungsoperator) findet überwiegend in sprachphilosophischen Kennzeichnungstheorien Verwendung, die sich mit der Bedeutung von Ausdrücken der Form „der/die/das F“ befassen. Liegen diese Theorien in (teilweise) formalisierter Form vor, so verwenden sie als Kennzeichnungsoperator ein kleines umgekehrtes 'j' bzw. das griechische Jota (daher die Bezeichnung Jota-Operator): Die Kennzeichnung

{\displaystyle \iota xF(x)}

ist zu lesen als: „dasjenige x, für das F(x) gilt“. Es handelt sich um einen geschlossenen singulären Term, der durch Anwendung des Operators {\displaystyle \iota x} auf die in {\displaystyle {\mathit {x\,}}} offene Formel {\displaystyle F{\mathit {(x)\,}}} entsteht. Der Kennzeichnungsoperator bindet die freie Variable in {\displaystyle F{\mathit {(x)\,}}}.